# Фернан Кабальеро (писательница)
Ферна́н Кабалье́ро (исп. Fernan Caballero, настоящее имя Сесилия Бёль де Фабер, исп. Cecilia Böhl de Faber, 25 декабря 1796, Морж, Швейцария — 7 апреля 1877, Севилья, Испания) — испанская писательница, собирательница национального фольклора.

## Биография
Родители Сесилии принимали активное участие в культурной жизни Испании начала XIX века: отец — коммерсант немецкого происхождения, некоторое время занимавший должность прусского консула в Кадисе — был известным публицистом (в своих статьях осуждавшим эпоху Просвещения и современные ему либерализм и неоклассицизм), библиофилом и литературоведом, одним из первых исследователей «золотого века» испанской литературы, мать проводила вечера, где собирались литераторы и политики консервативного направления. Сесилия училась на родине отца в Гамбурге, однако в 17 лет переехала в Испанию. В 1816 году вышла замуж за капитана Антонио Планель-и-Бардакса (Antonio Planelles y Bardaxí), вместе с мужем отправилась к месту его службы в Пуэрто-Рико, где вскоре капитан был убит. После этого вернулась в Гамбург, а затем и в Испанию. Впоследствии ещё дважды выходила замуж и пережила обоих мужей. Вторую половину жизни прожила в Севилье, после смерти третьего мужа (разорившегося и покончившего с собой в 1863 году) была стеснена в средствах, в результате чего королева Изабелла предложила писательнице помещение в севильском Алькасаре. После Славной революции 1868 года жила в скромной обстановке, занималась благотворительностью.

## Творчество
Псевдоним Фернан Кабальеро был образован от названия испанской деревни, напомнившего ей о старинных рыцарских временах, и подобно псевдонимам Жорж Санд и Джордж Элиот является «мужским». Уже в первом крупном произведении Фернана Кабальеро — романе «Семья Альвареда» (опубликован в один год с написанным несколько позже романом «Чайка») — проявляются черты, позволяющие относить писательницу к представителям костумбризма — направления в испанской литературе, отличавшегося особым интересом к народным типам, национальному колориту, а также стремлением к почти документальному описанию природы и быта простых людей. Так, действие упомянутого произведения происходит в реально существующей испанской деревне, во времена борьбы испанцев с Наполеоном Бонапартом, а в предисловии Кабальеро подчёркивает, что сюжет романа основан на реальных событиях, и отмечает, что её целью было «обрисовать атмосферу деревни такой, какая она есть на самом деле». Соответствующую атмосферу помогают создать многочисленные «андалусизмы» и разговорные обороты в речи персонажей, при этом сама писательница осознавала несовершенное владение испанским языком, не являвшимся для неё языком общения в детстве и юности, и просила коллег о выверке текста «Семьи Альвареда».
Работая во всех прозаических жанрах (романы «Чайка» (1849), «Семейство Альвареда» (1849), «Клеменсия» (1852) и др., многочисленные повести и рассказы, вошедшие в сборники «Картины андалузских нравов» (1852), «Андалузские рассказы» (1859), «Картины нравов» (1861)), Кабальеро заявляла, что в первую очередь подобно дагерротипу стремится копировать людей и обычаи андалузской деревни, и что она «не писательница, а собирательница подобных традиций». Верная этому принципу, Кабальеро была знатоком и собирателем андалузского фольклора, и многие её рассказы — переработанные народные произведения.
Изображение испанской деревни позволяло Кабальеро выразить своё отношение к проблеме бездуховности современного мира. Как отмечает литературовед З. И. Плавскин, «по мнению писательницы… современная буржуазная цивилизация насквозь порочна, поскольку в обществе воцарились… идеи „материализма“, безбожия и социализма. Порочной современности Фернан Кабальеро противопоставляет прошлое, изображая в качестве носителя высшей нравственности и хранителя идеалов прошлого народ. При этом благородная „народная душа“ понимается ею как воплощение наивной, но искренней религиозности, моральной чистоты, привязанности к стародавним обычаям и лояльности в отношении господствующих социальных и политических институтов».